# Bright (Echosmith)
Bright is een nummer van de Amerikaanse band Echosmith uit 2015. Het is de tweede single van hun debuutalbum Talking Dreams.
Het nummer bereikte een bescheiden 40e positie in de Amerikaanse Billboard Hot 100. In het Nederlandse taalgebied werd het een klein radiohitje. In Nederland wist het geen hitlijsten te bereiken, in Vlaanderen bereikte het de 17e positie in de Tipparade.